# Mohamed Ghoujdami
Mohamed Ghoujdami, né en 1935 et mort en mai 2003, est un officier marocain. 

## Biographie
D'origine tribu amazighe des Ghoujdama , il est né dans le nord du Maroc.
Il est issu du génie et est passé par l'école d'état-major. Fin 1979, alors lieutenant-colonel, il est nommé par Ahmed Dlimi commandant du 6e RIM. Il participe aux grandes colonnes de traque du Polisario en septembre 1979. En novembre 1979, il est responsable de la défense de Smara. Il devient par la suite colonel. En octobre 1981, lors de la bataille de Gueltat Zemmour, il reprend la localité aux indépendantistes puis évite avec succès les embuscades sahraouies.

## Caractère
Il est décrit comme extravagant et intelligent par un journaliste américain. Le commandant Mahjoub Tobji (en), ancien officier de l'armée marocaine, accuse le colonel Ghoujdami et son régiment d'être toujours arrivé après les combats mais considère néanmoins l'homme comme un ami très sympathique.